# Ezio Moroni
Ezio Moroni (Varese, 25 dicembre 1961) è un ex ciclista su strada italiano, professionista dal 1984 al 1988.

## Carriera
Tra i dilettanti nella stagione 1983 fu uno dei ciclisti più vincenti, aggiudicandosi tra gli altri il Gran Premio Palio del Recioto e una tappa al Giro d'Italia di categoria. Passato professionista nell'agosto 1984, già negli ultimi mesi di quella stagione si mise subito in luce vincendo il Giro dell'Emilia e piazzandosi secondo al Giro del Veneto. Nel 1985 vinse il Giro di Toscana e il Gran Premio Industria e Commercio di Prato; la sua ultima vittoria da professionista fu il Giro di Romagna del 1987. Militò fino al 1987 nell'Atala di Franco Cribiori, e chiuse la carriera a fine 1988 dopo una stagione nell'Ariostea, dopo solo 4 anni di professionismo.

## Palmarès
- 1980 (dilettanti)

Trofeo Raffaele Marcoli
- 1981 (dilettanti)

Coppa Giuseppe Romita
- 1982 (dilettanti)

Trofeo Gianfranco Bianchin
- 1983 (dilettanti)

Gran Premio Palio del Recioto
Giro d'Oro
4ª tappa, 1ª semitappa Settimana Ciclistica Bergamasca (Fara Gera d'Adda > Fara Gera d'Adda)
6ª tappa Settimana Ciclistica Bergamasca (? > Boario Terme)
1ª tappa Giro delle Regioni (Pescara > Sant'Elpidio a Mare)
2ª tappa Giro d'Italia dilettanti (? > Recanati)
- 1984 (dilettanti)

4ª tappa Settimana Ciclistica Bergamasca (? > Brescia)
Memorial Costante Girardengo
- 1984 (Atala-Campagnolo, una vittoria)

Giro dell'Emilia
- 1985 (Atala-Ofmega, due vittorie)

Gran Premio Industria e Commercio di Prato
Giro di Toscana
- 1987 (Atala-Ofmega, una vittoria)

Giro di Romagna

## Piazzamenti

### Grandi Giri
- Giro d'Italia

1985: 36º
1986: 69º

### Classiche monumento
- Milano-Sanremo

1986: 30º
- Giro di Lombardia

1984: 11º

### Competizioni mondiali
- Campionati del mondo

Altenrhein 1983 - In linea dilettanti: 10º